# Фридбергер-Ах
Фридбергер-Ах (нем. Friedberger Ach) — река в Германии в земле Бавария, правый приток Дуная.
В своём верховье река носит названия Ферлоренер Бах (Verlorener Bach), Галгенбах (Galgenbach) и Хагенбах (Hagenbach). Берёт начало около коммуны Пенцинг, течёт параллельно реке Лех. Впадает в Дунай около коммуны Реннертсхофен.
Длина — 100,4 км, площадь водосборного бассейна 597,6 км². Высота истока — 597 м над уровнем моря, высота устья — 385 м над уровнем моря. 